# إريك شميت (مؤرخ)
إريك شميت (بالألمانية: Erich Schmidt) (و. 1853 – 1913 م) هو مؤرخ أدبي، ومؤرخ، وأمين الأرشيف، وأستاذ جامعي ألماني، ولد في ينا، وكان عضوًا في الأكاديمية البروسية للعلوم، توفي في برلين، عن عمر يناهز 60 عاماً.

## التعليم
تعلم في جامعة ينا، وجامعة غراتس.